# Fransina Kahungu
Fransina Kahungu (nascida em 1970) é uma política da namibiana que foi prefeita de Windhoek de 2019 a 2020. Anteriormente, ela foi vice-prefeita de Windhoek em 2016 e 2017.

## Biografia
Kahungu vem da aldeia de Okapanda. Para obter um diploma em educação na Universidade da Namíbia, ela mudou-se para Windhoek em 1994. Como estudante da Escola Secundária Sénior Ombalantu, Kahungu envolveu-se na política como membro da Organização Nacional de Estudantes da Namíbia. De 1998 a 2017, Kahungu trabalhou primeiro como professora e depois como administradora na Escola Primária Olof Palme, localizada no assentamento informal de Windhoek em Greenwell Matongo. Ela foi eleita membro do conselho da cidade de Windhoek em 2010, e tornou-se a vice-secretária do SWAPO Party Women Council em 2016. Enquanto esteve no conselho da cidade, ela actuou como vice-prefeita de Windhoek em 2016 e 2017.
Ela foi eleita prefeita da cidade em 13 de dezembro de 2019, após a ausência do prefeito Muesee Kazapua nas eleições internas do município. De acordo com um relatório da Agência de Imprensa da Namíbia, o porta-voz da cidade de Windhoek, Harold Akwenye, e o próprio Kazapua afirmaram que a liderança da cidade não mudou e que Kazapua ainda era o prefeito da cidade. Agatha Ashilelo, presidente do comité de gestão da cidade de Windhoek, afirmou que Kahungu substituiu Kazapua como prefeita de acordo com uma decisão tomada pelo Comité Executivo Regional da SWAPO.
Em janeiro de 2020, o Namibia Economist e a Namibian Broadcasting Corporation relataram que o Gabinete do Prefeito anunciou a sua transferência do centro de Windhoek para um centro comunitário localizado no assentamento informal da Babilónia, enquanto o Gabinete do Vice-Prefeito permaneceria no localização original. O acordo foi definido para ficar em vigor durante o mandato de Kahungu como prefeita.
Em 2 de dezembro de 2020, Job Amupanda foi eleito prefeito depois de a oposição ter votado a seu favor.